# Bistum Barra
Das Bistum Barra (lat.: Dioecesis Barrensis) ist eine in Brasilien gelegene römisch-katholische Diözese mit Sitz in Barra im Bundesstaat Bahia. 

## Geschichte
Papst Pius X. gründete es am 20. Oktober 1913 mit der Apostolischen Konstitution  Catholicae Ecclesiae  aus Gebietsabtretungen des Erzbistums São Salvador da Bahia, dem es auch als Suffragandiözese unterstellt wurde.
Teile seines Territoriums verlor es zugunsten der Errichtung folgender Bistümer:
- 14. November 1959 an das Bistum Ruy Barbosa;
- 22. Juli 1962 an die Bistümer Bom Jesus da Lapa und Juazeiro;
- 28. April 1979 an das Bistum Irecê;
- 21. Mai 1979 an das Bistum Barreiras.

Am 16. Januar 2002 wurde es Teil der Kirchenprovinz des Erzbistums Feira de Santana.

## Territorium
Das Bistum Crato umfasst die Gemeinden Barra, Brotas de Macaúbas, Buritirama, Gentio do Ouro, Ibotirama, Ipupiara, Itaguaçu da Bahia, Morpará, Muquém de São Francisco, Oliveira dos Brejinhos und Xique-Xique des Bundesstaates Bahia.

## Bischöfe von Barra
- Augusto Álvaro da Silva (25. Juni 1915 – 17. Dezember 1924, dann Erzbischof von São Salvador da Bahia)
- Adalberto Accioli Sobral (22. April 1927 – 13. Januar 1934, dann Bischof von Pesqueira)
- Rodolfo das Mercês de Oliveira Pena (8. Juni 1935 – 3. Januar 1942, dann Bischof von Valença)
- João Batista Muniz CSsR (24. August 1942 – 9. Dezember 1966)
- Tiago Gerardo Cloin CSsR (9. Dezember 1966 – 24. Oktober 1975)
- Orlando Octacílio Dotti OFMCap (1. April 1976 – 30. Mai 1983, dann Koadjutorbischof von Vacaria)
- Itamar Navildo Vian OFMCap (29. Dezember 1983 – 22. Februar 1995, dann Bischof von Feira de Santana)
- Luís Flávio Cappio OFM (16. April 1997 – 31. Mai 2023)
- João Batista Alves do Nascimento CSsR (seit 31. Mai 2023)